# Jobe Bellingham

Jobe Samuel Patrick Bellingham (sinh ngày 23 tháng 9 năm 2005) là một cầu thủ bóng đá chuyên nghiệp người Anh thi đấu ở vị trí tiền vệ hoặc tiền đạo cho câu lạc bộ Borussia Dortmund tại Bundesliga.
Bellingham bắt đầu sự nghiệp của mình ở học viện của Birmingham City, ra mắt đội một khi mới 16 tuổi và có 24 lần ra sân ở giải đấu trước khi gia nhập câu lạc bộ đồng hương Sunderland vào năm 2023.
Anh ấy đã đại diện cho đội tuyển Anh thi đấu tại cấp độ trẻ U-18

## Thời thơ ấu và đời sống cá nhân
Jobe Bellingham sinh ra ở Stourbridge, West Midlands, là con trai út của bà Denise và ông Mark Belllingham.  Bố anh làm việc với tư cách là một trung sĩ trong Cảnh sát West Midlands và là Cầu thủ bóng đá nghiệp dư tại West Midlands.  Bellingham là em trai của cầu thủ bóng đá người Anh , Jude  Bellingham hiện đang thi đấu tại Real Madrid,. Bellingham và Jude Bellingham là người đã từng cùng nhau thi đấu và rèn luyện tại Birmingham City , nơi cả hai đã trải qua những năm tháng trưởng thành. 

## Sự nghiệp tại câu lạc bộ

### Birmingham City
Ở tuổi 15 , Bellingham được điền tên vào băng ghế dự bị trong trận đấu vòng một Cúp EFL 2021–22 của Birmingham trên sân nhà trước Colchester United.của EFL League One. Nếu anh ấy ra mắt trong cả hai trận đấu, vẫn còn vài tuần nữa là đến sinh nhật lần thứ 16 của mình, anh ấy sẽ trở thành cầu thủ trẻ nhất từng khoác áo đội một của câu lạc bộ, phá kỷ lục do anh trai anh ấy lập ở vòng đầu tiên hai năm trước đó. Đến cuối năm 2021, anh ấy đã có 4 bàn thắng sau 9 lần ra sân cho đội U-18 của Birmingham  ở giải Ngoại Hạng Anhdành cho U-18 của họ. Bellingham đã chơi 4 lần cho đội U23  của Birmingham ở giải đấu Ngoại hạng Anh dành cho lứa tuổi U-23
Bellingham đã có trận ra mắt đội chính với tư cách là cầu thủ dự bị ở hiệp hai trong trận đấu thuộc vòng ba FA Cup 2021–22 của Birmingham trên sân nhà trước câu lạc bộ Plymouth Argyle, thay cho cầu thủ 17 tuổi Jordan James sau 70 phút với tỷ số hòa không bàn thắng và Birmingham   phải chơi với mười người. Ở tuổi 16, anh trở thành cầu thủ ra mắt trẻ thứ hai của Birmingham. Sau trận đấu mà Birmingham thua 1–0, Bowyer nói rằng anh ấy đã có trận ra mắt nhờ sự cải thiện trong lối chơi của mình trong vài tuần trước đó khi tập luyện với đội một. 
Vào tháng 7 năm 2022, Birmingham xác nhận rằng Bellingham sẽ nhận học bổng của câu lạc bộ và đã đồng ý các điều khoản trong hợp đồng chuyên nghiệp đầu tiên , có hiệu lực vào sinh nhật thứ 17 của anh ấy.  Dưới sự dẫn dắt của huấn luyện viên trưởng John Estace, quá trình thi đấu  bóng đá ở Giải vô địch của anh ấy diễn ra dần dần ổn định. Anh ấy thỉnh thoảng ra sân thay người trong vài tháng đầu tiên của mùa giải, thường xuyên được sử dụng từ băng ghế dự bị nhưng dần dần anh đã được dành nhiều xuất chơi chính cho câu lạc bộ. 
Một cơn căng cơ bụng vào tháng 1 năm 2023 đã khiến Bellingham phải nghỉ thi đấu trong ba tháng.  Trong thời gian vắng mặt, anh ấy đã tập luyện bổ sung cơ bắp, duy trì thể lực và chiều cao của mình  Trên sân nhà trước Stoke City ,vào ngày 10 tháng 4, anh đã trở lại sân sau chấn thương căng cơ bụng. 

### Sunderland A.F.C
Tin đồn về khả năng chuyển đến Sunderland càng được củng cố sau khi Bellingham tham dự trận bán kết play-off với Luton Town . Giám đốc thể thao của câu lạc bộ Kristjaan Speakman, huấn luyện viên đội một Mike Dodds và trưởng ban huấn luyện Stuart English đều đã từng ở Birmingham khi anh em nhà Bellingham đến học viện và được ghi nhận là người đóng vai trò chính trong sự phát triển của cả hai  Vào ngày 14 tháng 6 năm 2023, Bellingham gia nhập Sunderlandvới mức phí không được tiết lộ. 

## Sự nghiệp quốc tế
Bellingham sinh ra ở Anh và được cho là cũng đủ điều kiện để đại diện cho Ireland thông qua ông bà nội.  Anh ra mắt đội tuyển U-16 Anh vào ngày 3 tháng 6 năm 2021, bắt đầu trận giao hữu thắng 6–0 trước  Bắc Ireland .  Anh ấy xuất hiện lần đầu tiên ở cấp độ U-17 ba tháng sau trong giải đấu Syrenka Cup gặp Romania; Bellingham đã đánh dấu cơ hội bằng cách bỏ lỡ một quả phạt đền , nhưng U-16 Anh vẫn thắng 2–0. Bellingham cũng chơi trong trận đấu khác của bảng và trong trận chung kết, mà U-17 Anh thua 3–2 trước U-17 Hà Lan. Vào tháng 10, anh ấy đã chơi trong cả ba trận đấu ở vòng loại Giải vô địch U-17 Châu Âu năm 2022 của U-17 Anh và kiến tạo cho bàn thắng của Kobbie Mainoo trong chiến thắng 7–0 trước Armenia, khi  Anh đứng đầu bảng và tiến vào vòng loại. . 
Sau tám lần ra sân cho lứa tuổi dưới 17,  Bellingham được đưa vào đội tuyển U-18 Anh tham dự một giải đấu nhỏ bốn đội tại Pinatar Arena ở Tây Ban Nha vào tháng 9 năm 2022.  Anh đá chính trong trận đấu với Hà Lan và  Bỉ

## Thống kê sự nghiệp
Tính đến ngày 1 tháng 7 năm 2025
| Câu lạc bộ          | Mùa giải            | Giải đấu            | Giải đấu | Giải đấu | Cúp quốc gia | Cúp quốc gia | Cúp liên đoàn | Cúp liên đoàn | Châu Âu | Châu Âu | Khác | Khác | Tổng cộng | Tổng cộng |
| Câu lạc bộ          | Mùa giải            | Hạng đấu            | Trận     | Bàn      | Trận         | Bàn          | Trận          | Bàn           | Trận    | Bàn     | Trận | Bàn  | Trận      | Bàn       |
| ------------------- | ------------------- | ------------------- | -------- | -------- | ------------ | ------------ | ------------- | ------------- | ------- | ------- | ---- | ---- | --------- | --------- |
| Birmingham City     | 2021–22             | Championship        | 2        | 0        | 1            | 0            | 0             | 0             | —       | —       | —    | —    | 3         | 0         |
| Birmingham City     | 2022–23             | Championship        | 22       | 0        | 0            | 0            | 1             | 0             | —       | —       | —    | —    | 23        | 0         |
| Birmingham City     | Tổng cộng           | Tổng cộng           | 24       | 0        | 1            | 0            | 1             | 0             | —       | —       | —    | —    | 26        | 0         |
| Sunderland          | 2023–24             | Championship        | 45       | 7        | 1            | 0            | 1             | 0             | —       | —       | —    | —    | 47        | 7         |
| Sunderland          | 2024–25             | Championship        | 40       | 4        | 0            | 0            | 0             | 0             | —       | —       | 3    | 0    | 43        | 4         |
| Sunderland          | Tổng cộng           | Tổng cộng           | 85       | 11       | 1            | 0            | 1             | 0             | —       | —       | 3    | 0    | 90        | 11        |
| Borussia Dortmund   | 2024–25             | Bundesliga          | —        | —        | —            | —            | —             | —             | —       | —       | 4    | 1    | 4         | 1         |
| Borussia Dortmund   | 2025–26             | Bundesliga          | 0        | 0        | 0            | 0            | —             | —             | 0       | 0       | —    | —    | 0         | 0         |
| Borussia Dortmund   | Tổng cộng           | Tổng cộng           | 0        | 0        | 0            | 0            | —             | —             | 0       | 0       | 4    | 1    | 4         | 1         |
| Tổng cộng sự nghiệp | Tổng cộng sự nghiệp | Tổng cộng sự nghiệp | 109      | 11       | 2            | 0            | 2             | 0             | 0       | 0       | 7    | 1    | 120       | 12        |

1. ↑  Bao gồm FA Cup, DFB-Pokal
2. ↑  Bao gồm EFL Cup
3. ↑  Số lần ra sân tại Championship play-offs
4. ↑  Số lần ra sân tại FIFA Club World Cup